# Fabienna oligonema
Fabienna oligonema is een hydroïdpoliep uit de familie Magapiidae. De poliep komt uit het geslacht Fabienna. Fabienna oligonema werd in 1953 voor het eerst wetenschappelijk beschreven door Kramp. 